# Кнорринг, Людвиг Карлович
Барон Людвиг Карлович Кнорринг (1859—1930) — российский дипломат; секретарь российского посольства в Берлине, министр-резидент в Дармштадте. Действительный статский советник (с 1910), шталмейстер.

## Биография
Родился в Вене в 1859 году в семье дипломата  Племянник А. В. Кнорринга и П. П. Убри, внук В. К. Кнорринга и П. Я. Убри.
В службе с 17 февраля 1883 года. С 1887 года состоял при посольстве в Германии, с 1894 года — 2-й секретарь этого посольства. В 1891 году получил звание камер-юнкера, с 1899 года — камергер.
В 1903 году — чиновник особых поручений при министре иностранных дел, с 1906 директор канцелярии министерства иностранных дел, затем министр-резидент в Гессен-Дармштадте и Саксен-Кобург-Гота (1910—1911). Состоял при принце А. П. Ольденбургском. С 1909 года — в должности шталмейстера.
После революции был в эмиграции. Летом 1919 года некоторое время был председателем русского Военно-политического совета для Западной России, образованного в Берлине.  Был руководителем Бюро по делам русских беженцев в Баден-Бадене (1920-1922).
Умер в декабре 1930 года.

## Награды
российские
- орден Св. Анны 2-й ст. (1905)
- орден Св. Владимира 4-й ст. (1906)
- орден Св. Станислава 1-й ст. (1914)

иностранные
- мекленбургский орден Грифона (1889)
- прусский орден Красного орла 4-й ст. (1889)
- бельгийский орден Леопольда I 3-й ст. (1890)
- орден Саксен-Эрнестинского дома 2-й ст. (1896)
- орден Почётного легиона, командорский крест (1896)
- орден прусской короны 1-й ст. (1911)
- гессенский орден Филиппа Великодушного, большой крест с короной (1912)
- орден Саксен-Эрнестинского дома большой крест (1912)

## Семья
Был женат на графине Екатерине Александровне Шереметевой (1864—1941), дочери графа А. В. Шереметева. В 1890-1907 гг. Екатерина Александровна была замужем за графом П. П. Голенищевым-Кутузовым-Толстым, от которого у неё был сын граф Михаил Павлович (1896—1980). Общих детей у Кноррингов не было.